# Габаново
Габаново — озеро на территории Крошнозерского сельского поселения Пряжинского района Республики Карелии.

## Общие сведения
Площадь озера — 0,8 км². Располагается на высоте 168,4 метров над уровнем моря.
Форма озера лопастная, подковообразная. Берега сильно изрезанные, каменисто-песчаные, на востоке — заболоченные.
Из озера вытекает ручей, протекающий озеро Садиярви и впадающий в Топозеро, откуда берёт начало река Топозерка. Топозерка, протекая через озеро Нурдасъярви, впадает в Матчозеро, откуда уже вытекает река Меллич, впадающая в Сигозеро, откуда вытекает протока, впадающая в Утозеро, являющееся истоком реки Олонки.
Населённые пункты возле озера отсутствуют. Ближайший — посёлок деревня Каскеснаволок — расположен в 2,5 км к северо-востоку от озера.
Код объекта в государственном водном реестре — 01040300211102000014756.